# Dichrogaster fulvescens
Dichrogaster fulvescens là một loài tò vò trong họ Ichneumonidae.